# Ilya Piatetski-Shapiro
Pour les articles homonymes, voir Shapiro.
Ilya Iosifovitch Piatetski-Shapiro (en hébreu :  עִבְרִיתאיליה פיאטצקי-שפירו ; en russe : Илья Иосифович Пятецкий-Шапиро) né le 30 mars 1929 à Moscou et mort le 21 février 2009 à Tel Aviv est un mathématicien israélien d'origine russe qui a travaillé en théorie des représentations, sur les groupes discrets, les espaces complexes homogènes et les fonctions automorphes.

## Biographie
Piatetski-Shapiro fréquenté l'université Lomonossov à partir de 1946 et suit notamment les cours d'Alexandre Gelfond et de Nina Bari. Après l'obtention de son diplôme  Gelfond lui trouve un poste à l'Institut pédagogique, où il obtient son doctorat en 1954 sous la direction d'Alexander Buchstab. Il est ensuite envoyé à Kalouga en tant que professeur d'école. En 1958, il réussit à obtenir un poste à l'Institut Keldysh de mathématiques appliquées à Moscou. Il s'intéresse à la théorie des fonctions automorphes et participe au séminaire d'Igor Chafarevitch sur ce sujet. Pyatetsky-Shapiro est ensuite professeur à l'université de Moscou, où il est un proche collaborateur d'Israël Gelfand, et plus tard à l'université Yale et à l'université de Tel Aviv.

## Recherche
Son principal domaine de travail est la théorie des fonctions automorphes et leur application à la géométrie et à la théorie des nombres. Avec Israel Gelfand, il étend la théorie des fonctions automorphes aux groupes de Lie semi-simples. Il a résolu le problème de Salem sur l'unicité du développement d'une fonction en une série trigonométrique. Avec Igor Chafarevitch, il a résolu le problème de Torelli pour les surfaces K-3. Avec Simon Gindikin et Ernest Vinberg, il a classé tous les domaines homogènes borné. Il a trouvé un exemple de domaine homogène non symétrique de dimension 4 (résolvant ainsi un problème d'Élie Cartan). Il a développé la théorie générale de groupes arithmétiques sur les espaces symétriques bornés. Avec Rallis, il a construit les fonctions l pour toutes les représentations automorphes des groupes classiques. Avec Mikhaïl Gromov, il a démontré l'existence de réseaux arithmétiques dans les espaces hyperboliques de dimension arbitraire.

## Prix et distinctions
- 1981 : prix Israël
- 1990 : prix Wolf
- 1966 : conférencier plénier au Congrès international des mathématiciens à Moscou (Fonctions automorphes et groupes arithmétiques)
- 1978 : conférencier invité à l'ICM à Helsinki (Tate theory for reductive groups and distinguished representations).
- 2002 : conférencier invité au Congrès international de mathématiques de Pékin (Converse theorems, functoriality and applications to number theory) avec James Cogdell

- 1978 : élu membre de l'Académie israélienne des sciences et lettres.

## Publications (sélection)
- Izrail Moiseevitch Gelfand, Mark Iosifovich Graev, Ilya Piatetsky-Shapiro et K. A. Hirsch, Representation theory and automorphic functions, Academic press, coll. « Generalized functions », 1990 (ISBN 978-0-12-279506-0)
- Stephen Samuel Gelbart, Ilya Piatetsky-Shapiro et Stephen Rallis, Explicit constructions of automorphic L-functions, Springer, coll. « Lecture notes in mathematics », 1987 (ISBN 978-3-540-17848-4)
- James W. Cogdell et Ilya Piatetsky-Shapiro, The arithmetic and spectral analysis of Poincaré series, Academic Press, coll. « Perspectives in mathematics », 1990 (ISBN 978-0-12-178590-1)

- David Ginzburg, Ilya I. Pjateckij-Šapiro et Stephen Rallis, L functions for the orthogonal group, American Mathematical Society, coll. « Memoirs of the American Mathematical Society », 1997 (ISBN 978-0-8218-0543-5)

- Ilya Piatetsky-Shapiro, James W. Cogdell, Semen Grigorʹevič Gindikin et Peter Sarnak (éditeurs), Selected works of Ilya Piatetski-Shapiro, American mathematical society, coll. « Collected Works Series » (no 15), 2000 (ISBN 978-0-8218-0930-3)

## Hommages
- Stephen Gelbart, Roger Howe et Peter Sarnak (éd.), Festschrift in Honor of I. I. Piateski-Shapiro on Occasion of his sixtieth Birthday., vol. I : Papers in Representation Theory. vol. 2 : Papers in Analysis, Number Theory and Automorphic {\displaystyle L}-Functions., Weizmann Institute of Science Press, coll. « Israel Mathematical Conference Proceedings » (no 2-3), 1990.
- Jim Cogdell, Steve Gelbart, Peter Sarnak (éditeurs) et contributions de  Simon Gindikin, Gregori Margulis, Hervé Jacquet, Steve Gelbart, George Mostow, Roger Howe, David Soudry, Freydoon Shahidi, et Peter Sarnak, « Ilya Piatetski-Shapiro, In Memoriam », Notices of the American Mathematical Society, vol. 57, no 10,‎ 2010, p. 1260–1275 (lire en ligne)
- (en) John J. O'Connor et Edmund F. Robertson, « Ilya Iosifovich Piatetski-Shapiro », sur MacTutor, université de St Andrews.

## Article lié
- Suite de Piatetski-Shapiro